# 300 - Eroii de la Termopile
300 - Eroii de la Termopile este un film american de acțiune din anul 2007, adaptat după benzile desenate ale lui Frank Miller inspirate de filmul Cei 300 de spartani, care înfățișează o versiune ficțională a bătăliei de la Termopile. Filmul a fost regizat de Zack Snyder, în vreme ce Miller a fost producător executiv și consultant. Filmările s-au realizat în majoritatea lor folosindu-se tehnica suprapunerii chroma key, o tehnică de suprapunere a imaginilor în care culoarea uneia sau o porțiune cromatică este îndepărtată, pentru a replica ilustrațiile benzilor desenate originale.
Regele Leonida (Gerard Butler) conduce 300 de luptători spartani într-o bătălie împotriva „Regelui Regilor” și „Împărat Divin” persan Xerxes (interpretat de Rodrigo Santoro) și a armatei sale de mai bine de un milion de soldați. Pe măsură ce lupta se dezlănțuie, regina Gorgo (Lena Headey) încearcă să obțină sprijin în Sparta pentru soțul său. Povestea este pigmentată de comentariul narativ al soldatului spartan Aristodemus care este reprezentat de personajul Dilios (David Wenham) în film. Prin această tehnică narativă sunt introduse diverse creaturi fantastice cu rolul de a reda metaforic impresionanta dezlănțuire a luptei și a forțelor adversarilor, plasând 300 în categoria filmelor istorice de fantezie.
300 a fost lansat atât în cinematografele convenționale cât și în cele IMAX din Statele Unite la data de 9 martie 2007 iar pe DVD, Blu-ray și HD DVD la 31 iulie 2007, clasându-se pe locul 24 în topul celor mai mari succese de box office din istorie, în ciuda părerilor împărțite ale criticilor privind stilul și realizarea sa. Unii l-au apreciat ca o reușită originală în timp ce alții au criticat accentul pus pe efectele vizuale în defavoarea caracterizării personajelor precum și descrierea și reprezentarea controversată a anticilor persani.

## Sinopsis
Dilios, un soldat spartan, narează povestea lui Leonida începând de la perioada copilăriei până la urcarea sa pe tronul Spartei. Câțiva ani mai târziu, un mesager persan sosește la porțile Spartei cerând supunerea acesteia în fața regelui Xerxes. Drept răspuns pretențiilor persane, Leonida și gărzile sale aruncă mesagerul într-un puț adânc. Conștient de inevitabilul atac persan, Leonida vizitează anticii efori, preoți atinși de lepră de a căror binecuvântare era nevoie înainte ca înaltul consiliu spartan să autorizeze participarea la război. El propune respingerea superiorității numerice persane prin utilizarea avantajului natural al reliefului de la Termopile („izvoarele fierbinți”), forțând subțierea rândurilor persane prin defileul îngust reprezentat de stânci și mare. Eforii au consultat Oracolul Pythia care a decretat că Sparta nu trebuie să participe la război pe timpul festivalului religios Carneea. După ce Leonida pleacă, apar doi trimiși ai regelui Xerxes (unul fiind Theron, un spartan) și mituiesc eforii oferindu-le concubine și bani.
Regele își continuă însă planul marșând spre Termopile însoțit de numai 300 de soldați de elită pe care i-a numit garda sa personală pentru a se eschiva permisiunii consiliului. Deși conștient că era o misiune cert sinucigașă, el speră ca sacrificiul său să impulsioneze consiliul la unitate împotriva persanilor. În drumul spre Termopile, spartanilor li se alătură soldați arcadieni și alți greci. La Termopile, ei vor construi un zid pentru a stăvili ofensiva persană care se apropia iar pe măsură ce construcția se desfășoară Leonida îl întâlnește pe Ephialtes, un spartan cocoșat aflat în exil și ai cărui părinți fugiseră din Sparta pentru a-l cruța de la infanticid[N1]. Dorind spălarea numelui tatălui său, Ephialtes cere aprobarea regelui pentru a se alătura luptei și îl avertizează de existența unei trecători secrete ce putea fi folosită de persani pentru flancare și împresurare. Deși Leonida apreciază dorința sa de luptă, el refuză pentru că Ephialtes nu își putea ridica corespunzător propriul scut ceea ce ar fi compromis formația phalanx (falanga) spartană.
Înainte de bătălie, persanii cer adversarilor spartani să depună armele. Leonida refuză iar o ploaie de săgeți, atât de numeroase încât întunecau pământul, se abate asupra lor. Cu tehnica falangei lor strâns unite și utilizarea terenului îngust, regele reușește alături de soldații săi să împingă și să respingă în mod repetat ofensiva armatei persane. Xerxes vorbește personal cu Leonida oferindu-i bogății și putere în schimbul predării și loialității sale. Din nou, Leonida respinge oferta iar Xerxes trimite în luptă gărzile sale de elită, temuții Nemuritori, dar spartanii reușesc să-i învingă cu prețul câtorva pierderi. Xerxes trimite apoi împotriva spartanilor un număr de armate exotice adunate de pe întinsul imperiu persan, inclusiv bombe explozive cu pulbere neagră și gigantice fiare de război dar toate atacurile acestea au eșuat. Mâniat de respingerea regelui, Ephialtes trece în tabăra persană și trădează calea trecătorii secrete. Când realizează felonia lui Ephialtes, arcadienii se retrag iar Leonida ordonă lui Dilios să se întoarcă în Sparta și să povestească înaltului consiliu despre sacrificiul lor. Deși Dilios își pierduse în luptă ochiul stâng, el putea încă să lupte dar Leonida decide că el este cel mai potrivit datorită talentului său de povestitor. Deși șovăielnic și ezitant la ideea de a-și abandona camarazii, Dillos pleacă împreună cu arcadienii.
În Sparta, Theron (care avea influență în consiliul spartan) cere reginei Gorgo favoruri sexuale în schimbul sprijinului său în fața consiliului în perspectiva întăririlor pentru Leonida. Urmând discursului de ajutor al acesteia din dezbaterile privind războiul, Theron își trădează public regina ceea ce o determină pe Gorgo să îl ucidă într-un acces de furie. Pumnalul folosit la uciderea sa a despicat și brâul acestuia, revărsând pe podea monedele persane ascunse sub veșmânt și dezvăluind rolul său ca trădător, ceea ce a determinat reacția imediată de unitate a consiliului și decizia de împotrivire Imperiului Persan.
La Termopile, persanii folosesc trecătoarea pentru a-i înconjura pe spartani. Generalul lui Xerxes reiterează oferta de capitulare oferind din nou lui Leonidas titluri și prestigiu. Leonida aruncă echipamentul greu de luptă și pune un genunchi la pământ într-o aparentă formă de supunere, permițând însă unuia dintre oamenii săi să sară peste el și să ucidă generalul persan. Furios, Xerxes ordonă trupelor sale atacul, timp în care Leonida se ridică și, eliberat anterior de echipamentul greu de luptă pentru o forță sporită, aruncă sulița spre Xerxes tăind obrazul regelui în respectarea promisiunii de a-l face să sângereze pe „Regele-Zeu”. Vizibil răvășit de această dovadă a mortalității sale, Xerxes privește cum spartanii sunt măcelăriți până la ultimul de un baraj masiv de săgeți. În momentele de dinaintea morții, Leonida își reafirmă dragostea nemuritoare purtată lui Gorgo.
Încheind povestirea în fața unei audiențe spartane la marginea câmpului de luptă de la Termopile, la un an după eroica luptă, Dilios relatează cum armata persană a fost sfâșiată de teama, dezertările și de pierderile grele suferite în fața a doar 300 de spartani. Povestea vitejiei celor 300 s-a răspândit în întreaga Grecie, inspirând diversele orașe-stat la unirea împotriva perșilor. De data aceasta persanii aveau de înfruntat 10.000 de spartani conducând alți 30.000 de greci liberi. Deși încă depășiți numeric, Dilios declară că tot grecii ar trebui să iasă victorioși și laudă sacrificiul regelui Leonida al Spartei. Apoi el va conduce atacul de eliberare al grecilor împotriva armatei persane începută cu bătălia de la Plateea.

## Distribuție

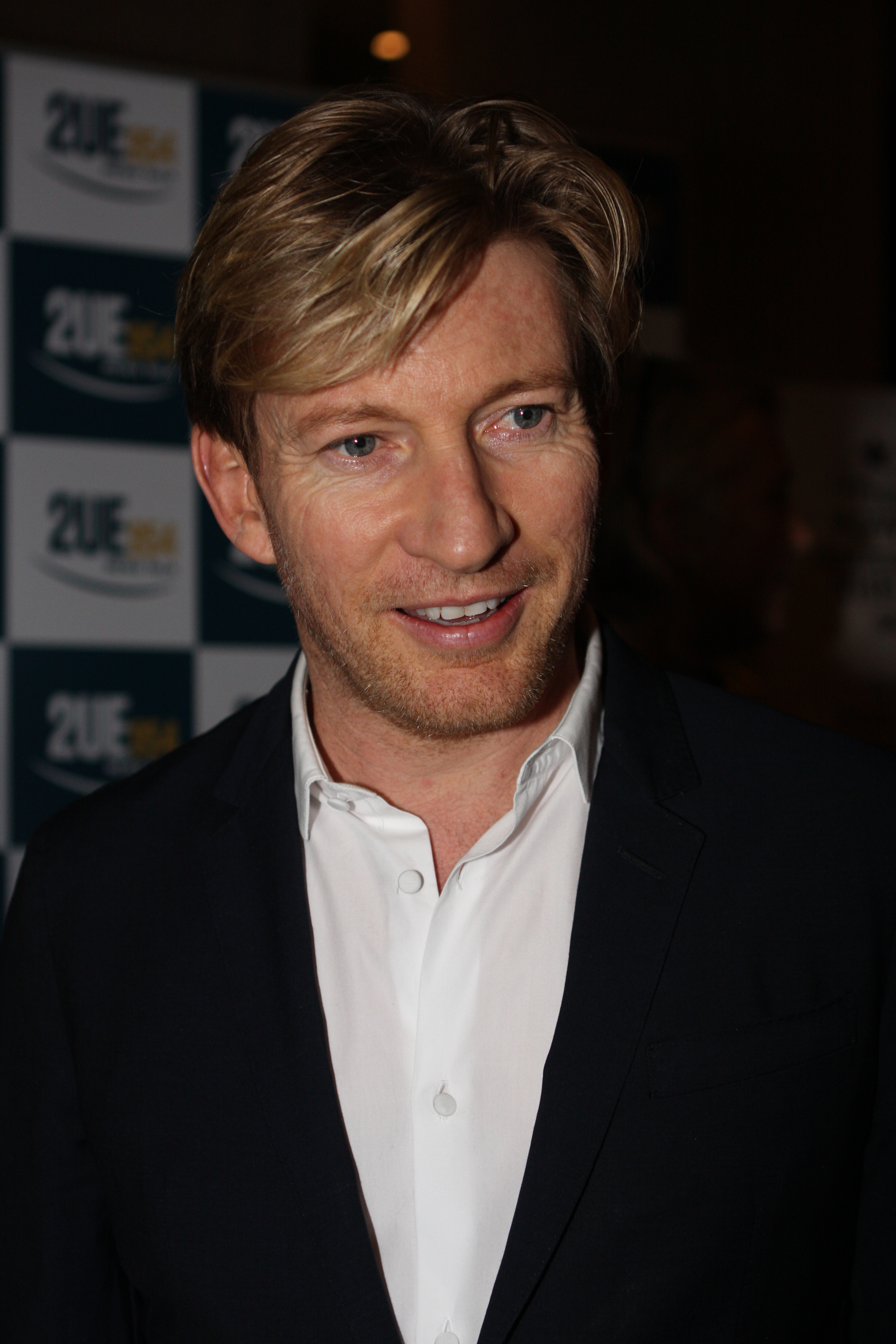
David Wenham, interpretul lui Dilios, soldatul spartan și naratorul filmului. Nominalizat la premiile Saturn din 2008 pentru „Cel mai bun actor într-un rol secundar”.

- Gerard Butler - Leonidas, regele Spartei
- Lena Headey - Gorgo, regina Spartei
- Giovani Cimmino - Pleistarchus, fiul lui Leonida și al reginei Gorgo
- Dominic West - Theron, un politician spartan (personaj fictiv)
- David Wenham - Dilios, soldat spartan și naratorul filmului
- Vincent Regan - Artemis, prieten și căpitan al lui Leonida
- Tom Wisdom - Astinos, fiul cel mai mic al căpitanului Artemis
- Andrew Pleavin - Daxos, soldat arcadian
- Andrew Tiernan - Ephialtes, un paria spartan diform
- Rodrigo Santoro - Xerxes, regele Persiei
- Stephen McHattie - un politician spartan loial
- Michael Fassbender - Stelios, soldat spartan tânăr, spiritual și războinic de temut
- Peter Mensah - mesager persan
- Kelly Craig - Pythia
- Tyler Neitzel - tânărul Leonida
- Patrick Sabongui - general persan
- Robert Maillet - fiara
- Leon Laderach - călăul

## Producție

Deasupra: versiunea filmată a unei imagini din nuvela grafică (dedesubt).

Producătorul Gianni Nunnari nu a fost singurul care pregătea un film cu subiectul bătăliei de la Termopile; regizorul Michael Mann intenționa deja să realizeze un film al bătăliei bazându-se pe cartea Gates of Fire. Nunnari a descoperit nuvela grafică 300 a lui Frank Miller și l-a impresionat suficient cât să achiziționeze drepturile de autor pentru realizarea unui film. 300 a fost realizat în colaborare de producătorii Nunnari și Mark Canton iar Michael B. Gordon a scris scenariul. Regizorul Zack Snyder a fost angajat în iunie 2004 pentru că acesta mai încercase realizarea unui film bazat pe o nuvelă a lui Miller înainte de debutul său cu un remake al filmului Dawn of the Dead. Snyder a cerut apoi scenaristului Kurt Johnstad să rescrie scenariul lui Gordon pentru producție, iar Frank Miller a fost angajat consultant și producător executiv.
Filmul este o adaptare cadru-cu-cadru a benzii desenate, asemănător filmului Sin City . Snyder a fotocopiat desenele benzii desenate, în jurul acestora construind secvențele de filmare. „A fost un proces amuzant pentru mine... să am un cadru foto desenat drept țel pe care să îl ating”, a declarat el. Ca și cartea grafică, în adaptarea cinematografică, personajul Dilios a jucat și rol de narator. Snyder a folosit această tehnică narativă pentru a arăta spectatorilor faptul că lumea suprarealistă a lui Frank Miller din 300 este reprezentată dintr-o perspectivă subiectivă. Folosind darul de povestitor al lui Dilios, el a introdus astfel elemente fanteziste în film, explicând că:
„Dilios este tipul care știe cum să nu distrugă o poveste bună cu adevărul.”
 Snyder a mai adăugat filmului un plus de intrigă prin introducerea încercărilor reginei Gorgo de a obține susținere pentru soțul ei.

Deasupra: o scenă din timpul filmărilor.
Dedesubt: produsul final al acestei scene.

Două luni de pregătire ante-producție au fost necesare pentru a crea sute de scuturi, sulițe și săbii, multe fiind reutilizări ale echipamentelor din recuzita filmelor Troia și Alexandru. Creaturile au fost rodul imaginației lui Jordu Schell iar în acest scop au fost creați un lup și 13 cai animatronici. Actorii s-au antrenat alături de cascadori, etapă în care s-a implicat chiar și Snyder. Pentru film au fost create peste 600 de costume, precum și numeroase machete și manechine pentru diverse personaje și corpurile soldaților persani. Shaun Smith și Mark Rappaport au colaborat cu Snyder în ante-producție la designul de imagine al personajelor în mod individual precum și la realizarea machetelor, manechinelor, armelor și recuzitei necesare producției.
300 a intrat efectiv în producție la 17 octombrie 2005, în Montreal, și s-a filmat timp de 60 de zile în ordine cronologică folosind un buget de 60 de milioane de dolari. Utilizând tehnica digital backlot[N2], Snyder a filmat la Icestorm Studios din Montreal folosind ecrane de fundal albastre. Butler a declarat că, deși nu s-a simțit constrâns de indicațiile regizorale ale lui Snyder, fidelitatea față de linia trasată de benzile desenate a impus anumite limitări asupra prestației sale. Wenham, la rândul său, a spus că au existat momente când Snyder a dorit să surprindă întocmai anumite imagini emblematice ale benzii desenate alături de momente în care a acordat actorilor libertatea „de a explora limitele și lumea impuse”. Headey a povestit legat de experiența sa cu ecranele albastre că „este foarte ciudat și, emoțional, nu are nimic din ceea ce ar trebui ca să te conecteze de la distanță cu un alt actor”. O singură scenă, cea în care caii traversează ținutul, a fost filmată în aer liber. Filmările au mai presupus și un intens efort fizic din partea actorilor, Butler rupându-și tendonul unui braț și suferind o entorsă ușoară.
Post-producția a căzut în sarcina Meteor Studios și Hybride Technologies din Montreal și a constat în umplerea imaginilor de fundal a ecranelor albastre cu mai mult de 1.500 de efecte vizuale. Inginerul de efecte speciale Chris Watts și asistentul de producție Jim Bissell au creat un proces numit The Crush care permitea artiștilor de la Meteor să manipuleze culorile prin controlul contrastului dintre lumină și umbră. Anumitor imagini li s-a îndepărtat din virulența culorii în scopul inducerii anumitor stări. Ghislain St-Pierre, care a condus echipa de artiști, descria efectul: „Totul arată realist dar induce o senzație de curaj ilustrat”. Diverse programe computerizate, inclusiv Maya, RenderMan și RealFlow, au fost utilizate pentru a crea „sângele revărsat”. Post-producția a durat un an și a fost realizată de un total de zece companii producătoare de efecte speciale.

## Coloana sonoră
Compozitorul Tyler Bates a început lucrul la coloana sonoră a filmului în iulie 2005 și a efectuat o audiție de test atunci când regizorul a dorit să arate companiei Warner Bros. evoluția proiectului. Bates a declarat că partitura a avut "multă greutate și intensitate la finalul percuției" ceea ce Snyder a găsit ca fiind potrivit pentru film. Partitura a fost înregistrată la Abbey Road Studios iar interpretul vocal a fost solista Azam Ali. O ediție standard și o ediție specială a coloanei sonore, conținând câte 25 de piese, au fost lansate la 6 martie 2007, ediția specială conținând și o broșură de 16 pagini și trei cartonașe de colecție.
Partitura a declanșat anumite controverse în comunitatea compozitorilor de film, acumulând critici pentru similitudinile sale izbitoare cu câteva coloane sonore ale unor filme de dată apropiată, incluzând aici opera lui James Horner și Gabriel Yared din filmul Troia. S-a spus că împrumutul cel mai mare ar proveni din partitura lui Elliot Goldenthal din 1999 pentru filmul Titus. "Remember Us" al lui 300 este parțial identic cu "Finale" din Titus, iar "Returns a King" este similar replicii "Victorius Titus". La 3 august 2007, Warner Bros. Pictures a făcut o declarație oficială:

... un număr de fragmente din partitura filmului 300 au fost, fără cunoștința sau participarea noastră, derivate din compoziția muzicală a câștigătorului premiului Academiei - compozitorul Elliot Goldenthal - pentru Titus. Compania Warner Bros. Pictures are un mare respect și considerație pentru Elliot, colaborator de-al său mult timp, și ar fi bucuroasă să rezolvăm această problemă pe cale amiabilă.

Lista compozițiilor care alcătuiesc coloana sonoră a filmului
| 1. "To Victory" - 2:33 2. "The Agoge" - 2:24 3. "The Wolf" - 2:09 4. "Returns a King" - 2:23 5. "Submission" - 2:39 6. "The Ephors" - 1:58 7. "Cursed by Beauty" - 1:40 8. "What Must a King Do?" - 1:04 9. "Goodbye My Love" - 3:21 | 10. "No Sleep Tonight" - 2:32 11. "Tree of the Dead" - 2:23 12. "The Hot Gates" - 2:59 13. "Fight In the Shade" - 3:16 14. "Come And Get Them" - 2:04 15. "No Mercy" - 2:22 16. "Immortals Battle" - 1:52 17. "Fever Dream" - 2:32 18. "Xerxes' Tent" - 3:19 | 19. "Tonight We Dine In Hell" - 1:13 20. "The Council Chamber" - 2:33 21. "Xerxes' Final Offer" - 2:37 22. "A God King Bleeds" - 2:16 23. "Glory" - 1:43 24. "Message For the Queen" - 2:30 25. "Remember Us" - 2:56 26. "To Victory" (Philip Steir's Sacrifice for Sparta Remix) - 5:32 (iTunes Piesă bonus) |

## Promovare și lansare

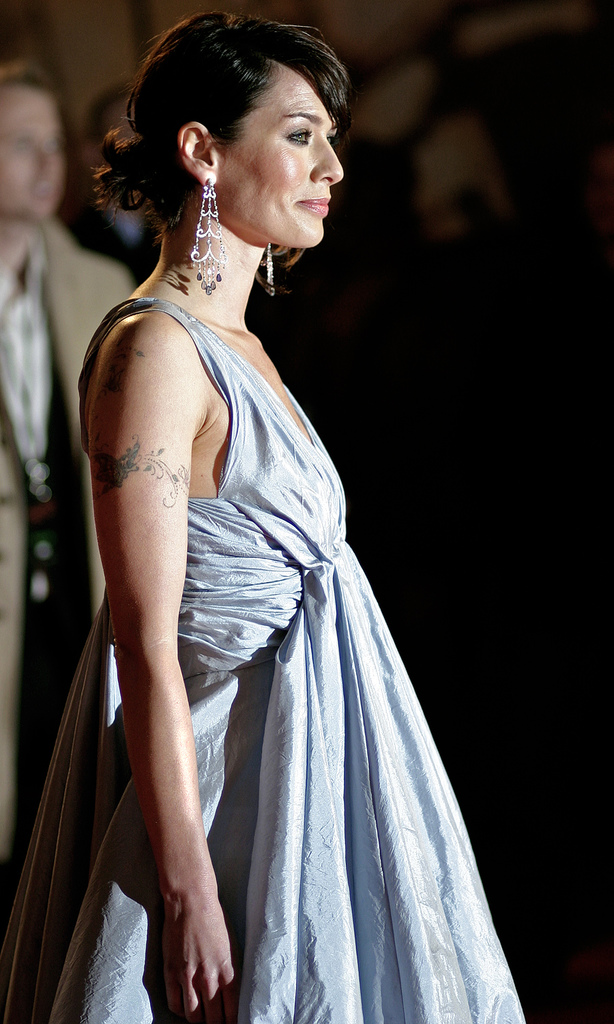
Lena Headey, la premiera londoneză a filmului 300, 2007.

Site-ul oficial 300 a fost lansat de Warner Bros. în decembrie 2005. "Arta conceptuală" și blogul lui Zack Snyder au fost atracțiile principale ale site-ului. Ulterior, website-ul a adăugat jurnale video descriind detaliile de producție, incluzând imagini comparative ale benzii desenate și scenelor filmate precum și ale creaturilor din 300. În ianuarie 2007, studioul a lansat o pagină MySpace dedicată filmului. The Art Institutes a creat de asemenea un micro-site pentru promovarea filmului.
La Comic-Con International (un eveniment internațional anual de patru zile dedicat segmentului artistic reprezentat de benzile desenate) din iulie 2006, standul filmului 300 a afișat o reclamă promoțională a filmului care a fost receptată. În ciuda unei securități draconice, au existat scurgeri iar trailer-ul filmului a apărut pe Internet în vreme ce Warner Bros. l-a lansat oficial la 4 octombrie 2006 iar ulterior și-a făcut apariția la Apple.com unde a primit o expunere publică considerabilă. Muzica de fundal folosită a fost "Just Like You Imagined" de Nine Inch Nails. Un al doilea trailer 300, atașat filmului Apocalypto, a fost lansat în cinematografe la 8 decembrie 2006 iar online cu o zi mai devreme. La 22 ianuarie 2007, un trailer exclusiv a fost difuzat la televiziune în segmentul de timp de maximă audiență. Trailerele au fost creditate ca fiind cele ce au stârnit interesul asupra filmului contribuind masiv la succesul său de box office.
În aprilie 2006, Warner Bros. Interactive Entertainment anunța intenția sa de a realiza un joc pe platforma PlayStation Portable, 300: March to Glory, bazat pe film. Collision Studios a lucrat în colaborare cu Warner Bros. pentru a surprinde situl filmului în jocul video care avea să fie lansat simultan cu filmul în Statele Unite. National Entertainment Collectibles Association a produs o serie de figurine colecționabile bazată pe caracterele din film precum și replici ale armelor și armurilor.
Warner Bros. a promovat filmul 300 prin sponsorizarea campionului de la categoria semigrea a Ultimate Fighting Championship, Chuck Liddell, care a avut apariții personale și a participat la alte activități promoționale. Studioul s-a alăturat de asemenea Ligii Profesioniste de Hochei Nord-Americane (National Hockey League) la producerea unui spot publicitar de televiziune de 30 de secunde pentru promovarea filmului în tandem cu runda play-off a Cupei Stanley.

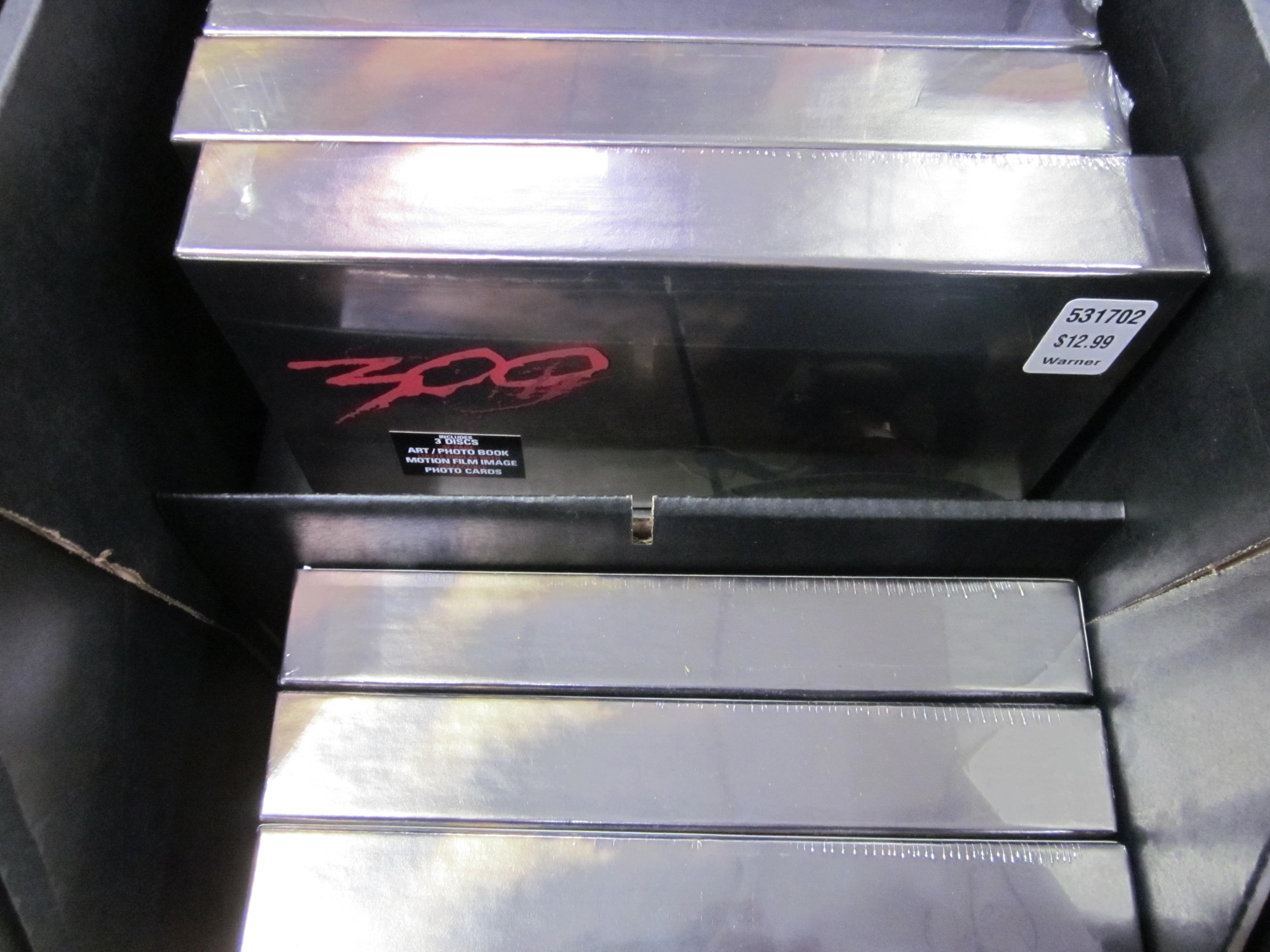
Ediții de colecție limitate ale filmului 300.

În august 2006, Warner Bros. a anunțat lansarea lui 300 pentru data de 16 martie 2007 dar în luna octombrie lansarea a fost devansată pentru 9 martie 2007. 300 a fost lansat pe DVD, Blu-ray și HD DVD la 31 iulie 2007, în teritoriile și țările Regiunii 1, în forma edițiilor cu un disc și cu două discuri. Începând cu august 2007, 300 a fost lansat în forma ediției cu un disc și cea cu două discuri și carcasă din oțel pe DVD, Blue Ray și HD DVD și în Regiunea 2. La 21 iulie 2009, Warner Bros. lansează un nou Blu-ray intitulat 300: The Complete Experience pentru a coincide cu varianta Blu-Ray a filmului Cei ce veghează. Acest nou Blu-ray dispunea de o carcasă digitală de 40 de pagini și includea toate extrasele din original precum și unele noi precum o copie digitală și formatul "imagine-în-imagine" intitulat The Complete 300: A Comprehensive Immersion, care permitea telespectatorului vizualizarea filmului din trei perspective diferite.
La 9 iulie 2007, canalul american de televiziune prin cablu TNT a cumpărat dreptul de difuzare a filmului de la Warner Bros TNT și a început difuzarea sa în septembrie 2009. Sursele susțin că rețeaua de televiziune a plătit între 17.000.000 și 20.000.000 de dolari pentru drepturile de difuzare. TNT a consimțit la un contract de trei ani în locul unuia standard care prevede cinci.

## Recepție

### Box office
| Clasificare     | Clasificare | Clasificare                       |
| --------------- | ----------- | --------------------------------- |
| SUA             | R           | sub supravegherea adulților       |
| România         | 15          | nerecomandat minorilor sub 15 ani |
| Canada (Quebec) | 13+         | nerecomandat minorilor sub 13 ani |
| Canada          | 18A         | sub supravegherea adulților       |
| Regatul Unit    | 15          | nerecomandat minorilor sub 15 ani |
| Germania        | 16          | nerecomandat minorilor sub 16 ani |
| Olanda          | 16          | nerecomandat minorilor sub 16 ani |
| Norvegia        | 15          | nerecomandat minorilor sub 15 ani |
| Australia       | MA          | sub supravegherea adulților       |
| Noua Zeelandă   | R16         | nerecomandat minorilor sub 16 ani |
| Japonia         | R-15        | nerecomandat minorilor sub 15 ani |

300 a fost lansat în America de Nord la 9 martie 2007, atât în cinematografele convenționale cât și în cele IMAX și a avut încasări de 28.106.731 de dolari în această primă zi iar până la finalul săptămânii de debut din America de Nord acestea s-au ridicat la 70.885.301 de dolari depășind recordul deținut de Epoca de gheață 2: Dezghețul pentru cel mai de succes weekend de deschidere al lunii martie și pentru lansări de primăvară. De atunci, recordul de lansare de primăvară al lui 300 a fost depășit de Furios și iute 4: Piese originale iar cel pentru luna martie de opera lui Tim Burton, Alice în Țara Minunilor. Încasările de weekend ale lui 300 urcă filmul pe locul 24 în topul celor mai mari din istoria box office-ului, la mică distanță de Lumea dispărută: Jurassic Park și deasupra lui Transformers - Războiul lor în lumea noastră. Filmul este pe locul trei în topul succeselor filmelor clasificate R în SUA, după Matrix - Reîncărcat (91,8 milioane de dolari) și Patimile lui Hristos (83,8 milioane). De asemenea, filmul a mai stabilit și un record pentru cinematografele IMAX cu încasări de weekend de 3,6 milioane.
300 - Eroii de la Termopile a avut premiera două zile mai devreme, la 7 martie 2007, în Sparta, iar apoi în Grecia la 8 martie. Producătorii au fost surprinși de audiența ridicată, aceasta fiind de două ori mai mare decât așteptările. Aceștia au pus succesul pe seama scenelor stilizate de violență, a rolului puternic feminin al reginei Gorgo ce a atras un mare număr de femei și a reclamei de pe MySpace. Producătorul Mark Canton a declarat că „MySpace a avut un impact enorm care a depășit limitările Internetului sau ale nuvelei grafice. Odată ce realizezi un film mare, se duce vestea repede”.

### Recenzii
De la premiera internațională de la Festivalul Internațional de Film de la Berlin din 14 februarie 2007, în fața unei audiențe formată din 1.700 de membri, 300 a primit recenzii în general diverse. În vreme ce la premiera cu public a fost aclamat în picioare la conferința de presă de la câteva ore mai târziu a fost criticat aspru de cei care mai rămăseseră până la finalul filmului . Părerile critice asupra lui 300 sunt împărțite. Rotten Tomatoes estimează că 59 de procente dintr-un eșantion de 216 recenzii internaționale au avut o părere pozitivă și apreciativă, media punctajului situându-se la 6,1 din 10. Recenziile realizate de criticii de film notabili erau în proporție de 48% pozitive, punctajul fiind de 5,6 din 10 la un eșantion de 40 La Metacritic, care folosește un sistem standard de analiză cu punctajul maxim 100 asupra recenziilor principalilor critici de film, 300 a fost punctat cu 51, pe baza a 35 de recenzii iar Empire a acordat filmului 3/5.
Todd McCarthy de la Variety descrie filmul ca fiind „captivant vizual” deși „bombastic” iar Kirk Honeycutt, în The Hollywood Reporter, lăuda „frumusețea topografiei, culorilor și formelor”. În Chicago Sun Times, Richard Roeper aclamă 300 ca fiind „Cetățeanul Kane al nuvelelor grafice transpuse cinematografic”. 300 a mai fost primit cu căldură de site-urile care se axează pe subiecte precum jocurile video și benzile desenate. Mark Cronan de la Comic Book Resources găsește filmul captivant, lăsându-l cu „un sentiment de putere izvorât din participarea ca martor la ceva măreț” iar Todd Gilchrist de la IGN aplaudă viziunea lui Zack Snyder și îl vede drept „un posibil salvator al cinematografiei moderne”.
Un număr de recenzii negative au apărut în importante ziare americane. A.O. Scott de la The New York Times descrie 300 ca fiind „la fel de violent ca Apocalypto și de două ori mai prost” în vreme ce critică modelul cromatic și sugerează că intriga include substraturi rasiste. Kenneth Turan scrie în Los Angeles Times că „doar dacă iubești violența precum un spartan, Quentin Tarantino sau jocurile video adolescentine vei fi fascinat la nesfârșit”. Roger Ebert, în recenzia sa, acordă filmului două stele scriind că „300 are caricaturi unidimensionale care vorbesc precum wrestlerii profesioniști când fac provocări”. Unele ziare și reviste grecești au fost de asemenea critice la adresa filmului, precum criticul Robby Eksiel care a afirmat că cinefilii vor fi uimiți de „acțiunea digitalizată” dar iritați de „interpretarea pompoasă și personajele unidimensionale”.

### Premii

Scenă de luptă masiv prelucrată prin utilizarea tehnicii slow motion (mișcării cu încetinitorul).

La Gala Premiilor MTV din anul 2007, 300 a fost nominalizat pentru Cel mai bun film, Gerard Butler pentru Ce mai bună interpretare, Lena Headey pentru Cel mai bun debut, Rodrigo Santoro pentru Cel mai bun rol negativ iar scena luptei regelui Leonida cu "Super Nemuritorul" pentru Cea mai bună luptă. Dintre aceste nominalizări doar premiul pentru Cea mai bună luptă a fost câștigat. 300 a cucerit și titlurile de Cea mai bună dramă și Cel mai bun film de acțiune de la Premiile Golden Icon din 2006-2007 prezentate de Travolta Family Entertainment iar în decembrie 2007, a câștigat titlul de Filmul Anului la IGN alături de Cea mai bună adaptare a unei benzi desenate iar regele Leonida pentru Personajul favorit.
Filmul a fost nominalizat la 10 secțiuni ale Premiilor Saturn (film, regie, rol principal masculin, costume, machiaj, muzică, efecte speciale, rol secundar, rol principal feminin și scenariu), câștigând premiile pentru Cel mai bun regizor și Cel mai bun film de acțiune/aventură/thriller. În anul 2009, revista National Review a plasat 300 pe locul 5 în topul său 25 al Celor mai conservatoare filme din ultimii 25 de ani. La BMI Film & TV Awards a câștigat titlul BMI Film Music Award din 2008, titlul Golden Trailer la premiile Golden Trailer din 2007, Hollywood Movie of the Year la Hollywood Film Festival din același an, PFCS Award la Premiile Criticilor de Film ai Societății Pheonix pentru efecte speciale (2007), un Sattelite Award pentru efecte speciale iar în 2008 Taurus Award pentru scenele de luptă, acordat de World Stunt Awards din Statele Unite.
În total, 300 a câștigat 9 premii din cele 27 de secțiuni din diverse gale la care a fost nominalizat.

### Controverse

Au existat critici privind portretizarea lui Xerxes (dreapta) drept androgină.

Înainte de lansarea lui 300, Warner Bros. și-a exprimat preocupările privind aspectele politice ale temei filmului. Snyder a relatat că a existat o „sensibilitate uriașă legată de confruntarea Estului cu Vestul, în studio”.
Speculațiile media despre o posibilă paralelă între conflictul greco-persan din film și evenimentele internaționale curente au început cu un interviu cu Snyder de dinaintea Festivalului de Film de la Berlin. Intervievatorul a remarcat că „toți sunt siguri că acest film va fi tradus în politicile contemporane” iar Snyder a replicat că, în timp ce este conștient că oamenii vor privi filmul prin prisma evenimentelor contemporane, nu s-a intenționat nicio paralelă între film și lumea contemporană.
Dincolo de paralelele politice, unii critici au ridicat întrebări mult mai generale legate de orientarea ideologică a filmului. Kyle Smith de la New York Post scria că filmul „va încânta băieții lui Adolf” iar Dana Stevens de la Slate compara filmul cu The Eternal Jew, „ca un manual despre cum fantezia chinuirii unei rase și mitul naționalist pot servi incitării la război total”. Roger Moore, critic la Orlando Sentinel, asociază 300 cu definiția „artei fasciste a lui Susan Sontag. Alleanza Nazionale, un partid politic italian format din colapsul partidului neo-fascist MSI (Movimento Sociale Italiano–Destra Nazionale, MSI–DN), a folosit ilustrații din lucrare în afișele electorale ale candidatului său titrând: „Apărați-vă valorile, civilizația, districtul”.
Totuși, criticul Gene Seymour de la Newsday a afirmat că asemenea reacții au o bază greșită, scriind că „filmul este mult prea neserios ca să reziste oricărei teoretizări ideologice”. Snyder însuși a respins declamațiile ideologice sugerând că aceste recenzii critice asupra „ecranizării unei nuvele grafice în care o gașcă de tipi... se stropșesc unul la celălalt” folosind cuvinte precum „neoconservatorism, homofobie, homosexualitate sau rasism” pierd complet esența și ideea filmului. Criticul sloven Slavoj Žižek scrie de asemenea că povestea reprezintă „o țară mică și săracă (Grecia) invadată de armata unui stat mult mai mare (Persia)”, sugerând că identificarea spartanilor cu o superputere modernă este defectuoasă.

#### Acuratețe istorică
Pentru că există puține surse și înregistrări privind artele marțiale utilizate de spartani pentru a supraviețui, dincolo de mai bine cunoscutele lor tactici și formațiuni de luptă, coregrafia combatului a fost realizată de o echipă condusă de Damon Caro și Chad Stahelski și a fost o sinteză a artei de luptă cu diverse arme având la bază artele marțiale filipineze. Acestea pot fi remarcate în scenele de luptă cu sabia și în tehnicile Arnis/Kali/Eskrima reliefate în scenele de utilizare ofensivă a scuturilor.
Paul Cartledge, profesor de istorie greacă la Universitatea Cambridge, a consiliat producătorii în modul de pronunție al numelor în greaca veche afirmând că s-a dat o bună utilizare muncii sale de cercetare asupra Spartei. El laudă filmul pentru portretizarea „codului eroic spartan” și „a rolului cheie jucat de femei în susținerea acestuia, reîntărind codul onoarei eroice masculine” în același timp exprimându-și rezervele legate de „polarizarea Vest (cei buni) vs. Est (cei răi)”. Cartledge scrie că s-a bucurat de film deși găsește descrierea ateniană a lui Leonida drept „iubitor de băieți” ca fiind ironică din moment ce spartanii înșiși încorporaseră pederastia instituționalizată în sistemul lor educațional.
Ephraim Lytle, profesor asistent la catedra de studii elenistice a Universității din Toronto, afirmă că 300 idealizează selectiv societatea spartană într-un mod „problematic și deranjant” la fel ca și portretizarea „sutelor de națiuni ale persanilor” ca monștri și a non-spartanilor drept slabi ca războinici. El sugerează că universul moral al filmului ar fi putut părea „la fel de bizar anticilor greci la fel cum pare istoricilor moderni”.
Victor Davis Hanson, editorialist la National Review și fost profesor de istorie clasică la California State University din Fresno, care scrisese prefața la o reeditare din 2007 a nuvelei grafice, a afirmat că filmul demonstrează o anumită potrivire cu lucrările originale ale lui Herodot prin aceea că reușește să surprindă etosul anticei Sparte și pentru că redă evenimentul Termopile ca pe o „ciocnire a civilizațiilor”. El remarcă faptul că Simonides, Eschil și Herodot au văzut Termopile ca bătălie împotriva „centralismului estic și al sclaviei colective” cărora li se opune „ideea cetățeanului liber al polisului autonom”. El afirmă în continuare că filmul portretizează bătălia într-o manieră „suprarealistă” și că intenția a fost să „delecteze și să șocheze în primul rând și abia apoi să instruiască”.
Spartanilor le era interzis să poarte barbă sau mustață, dar filmul îl portretizează pe Leonida purtând barbă, la fel ca mulți dintre luptătorii din suita sa.
Touraj Daryaee, profesor de istorie iraniană și specialist în lumea persană la Universitatea din California, Irvine, critică utilizarea în film a surselor clasice, scriind:
| “ | Unele pasaje din autorii clasici Eschil, Diodorus, Herodot și Plutarh sunt revărsate în film pentru a-i da acestuia o aromă de autenticitate. Eschil a devenit o sursă majoră când în film este narată bătălia cu «turmele de monștri umani» ai perșilor. Mărturiile lui Diodorus despre valorile grecilor în conservarea propriei libertăți sunt inserate în film, dar mențiunile sale despre valorile persane sunt omise. Numerele fanteziste ale lui Herodot sunt folosite pentru a popula armata persană iar relatările lui Plutarh despre femeile grece, în special despre cele spartane, sunt inserate greșit în dialogul dintre „misoginul” ambasador persan și regele spartan. Sursele clasice sunt folosite în mod cert dar exact acolo unde nu trebuie sau destul de naiv. Atenienii luptau în bătălia de pe mare în timpul ăsta. | ” |

Robert McHenry, fost editor șef la Encyclopedia Britannica și autorul How to Know afirmă că 300 este „un film de o prostie aproape inefabilă. «Alambicurile» din film ar putea fi cu ușurință utilizate pentru reclame la Buns of Steel, AbMaster sau ThighMaster. Este vorba despre romantizarea idealului de spartan, proces care a început încă din antichitate, a fost promovat de către români și a supraviețuit timpului dar prea puțin asemănătoare cu realitatea istorică spartană”.
Regizorul Zack Snyder a făcut declarații legate de acuratețea istorică a filmului într-un interviu pentru MTV: „evenimentele au o acuratețe de 90 de procente. E doar o nebunie vizuală... Am arătat acest film unor istorici de talie mondială și ei au spus că este uimitor. Nu le venea să creadă că este chiar atât de exact.” El a continuat spunând că filmul este „o operă, nu un documentar. Asta spun atunci când oamenii afirmă că nu prezintă acuratețe istorică.” El a mai fost citat într-un reportaj al BBC News spunând că în esența sa este „un film fantezie” și a spus despre naratorul Dilios că știe cum să nu strice o poveste frumoasă spunând adevărul.
Într-un interviu, scenaristul Frank Miller a declarat: „Impreciziile, aproape toate, sunt intenționate. Nu degeaba le-am scos platoșele și fustele de piele. Am vrut ca ei să arate bine când se mișcă. Le-am dat destul de mult coifurile jos, în parte pentru a putea recunoaște personajele. Spartanii, îmbrăcați complet, nu ar fi putut fi deosebiți unul de altul decât în prim-planuri. Mi-am luat și libertatea ca, deși în realitate toți aveau pene, să pun pene doar pe coiful lui Leonidas, ca să iasă în evidență și să-l identific ca rege. Căutam mai degrabă o evocare decât o lecție de istorie. Cel mai bun rezultat la care puteam spera este că dacă filmul emoționează pe cineva, atunci acel cineva va căuta singur să citească istoria. Pentru că istoria este nesfârșit de fascinantă.”

#### Reprezentarea perșilor
Încă de la lansare 300 a stârnit de asemenea controverse asupra portretizării persanilor. Diverși critici, istorici, jurnaliști și oficiali ai guvernului iranian, inclusiv președintele Mahmoud Ahmadinejad au denunțat filmul.
Ca și nuvela grafică, filmul a caracterizat perșii ca fiind o hoardă monstruoasă, barbară și demonică iar regele Xerxes portretizat androgin. Criticii au sugerat că aceasta a fost făcută intenționat pentru a contrasta puternic cu masculinitatea armatei spartane. Steven Rea a susținut că perșii din film au fost un liant pentru o secțiune transversală anacronică dintre stereotipurile vestice asupra culturii africane și asiatice.
Caracterizarea făcută anticilor perși în film a provocat reacții puternice, în special în Iran. Azadeh Moaveni de la Time a comunicat că Teheranul a fost „scandalizat” în urma lansării filmului. Moaveni a identificat doi factori care ar fi putut contribui la această reacție intensă: lansarea sa în ajunul Nowruz, Anul Nou persan, și viziunea generală iraniană asupra Imperiului Ahemenid ca "o pagină deosebit de nobilă în istoria lor". Diverși oficiali iranieni au condamnat filmul iar Academia Iraniană de Arte a înaintat o plângere formală împotriva filmului la UNESCO, etichetându-l drept un atac la identitatea istorică a Iranului. Misiunea iraniană de la ONU a protestat împotriva filmului într-un comunicat de presă iar ambasadele iraniene au protestat la proiecțiile filmului din Franța, Thailanda, Turcia și Uzbekistan. 300 a fost interzis în Iran ca fiind "propagandă americană dăunătoare".
Răspunzând criticilor, un purtător de cuvânt de la Warner Bros a declarat că filmul 300 "este o lucrare de ficțiune inspirată de nuvela grafică a lui Frank Miller și vag bazată pe un eveniment istoric. Casa de film a realizat acest film exclusiv ca operă de ficțiune și cu unicul scop de a delecta spectatorii; nu este menit să discrediteze nicio etnie sau cultură și nu reprezintă niciun fel de declarație politică".
La 27 ianuarie 2007, cu puțin timp înainte de lansarea filmului, creatorul original al 300, Frank Miller a făcut următoarea declarație politică: 
| “ | Dintr-un anumit motiv, nimeni nu pare să vorbească despre cei împotriva cărora suntem și despre cel de-al șaselea secol de barbarism pe care ei de fapt îl reprezintă. Acești oameni au văzut masacre. Au înrobit femei, și-au mutilat genital propriile fiice, nu se comportă după niciun fel de norme culturale care nouă ne sunt sensibile. Vorbesc la un microfon care nu ar fi putut fi vreodată un produs culturii lor și eu trăiesc într-un oraș unde trei mii dintre vecinii mei au fost uciși de pirați ai aerului cu avioane pe care ei nu le-ar fi putut construi vreodată". | ” |

 El a mai făcut o referire explicativă la următorul său proiect, „Holy Terror, Batman!”, o poveste în care Batman se confruntă cu Al-Qaeda, spunând că: "Este, fără a pune un accent prea fin pe asta, o parte propagandistică... Superman i-a dat un pumn lui Hitler. La fel a făcut și Captain America. Acesta este unul din aspectele existenței lor".

## Cultura populară

Parodie după o scenă iconică a filmului.

300 a fost parodiat în diverse forme media, sintagma „This is Sparta!” (Aceasta este Sparta) răspândindu-se rapid pe calea Internetului diverse parodieri apărând, de asemenea, în filme și la televiziune. Aici se include scurt-metrajul United 300, câștigător al Movie Spoof Award la MTV Movie Awards în 2007, și parodia vizuală din O noapte la muzeu 2. Scheciuri având la bază filmul au apărut în Saturday Night Live și Robot Chicken, acesta din urmă imitând stilul vizual al lui 300 într-o serie parodică intitulată "1776". 20th Century Fox a lansat Întâlnire cu spartanii, o altă parodie după 300 regizată de Jason Friedberg și Aaron Seltzer, în vreme ce Universal Pictures prevede o parodie similară intitulată National Lampoon's 301: The Legend of Awesomest Maximus Wallace Leonidas. 300 a mai fost parodiat într-un episod din South Park denumit "D-Yikes!" iar în jocul video Deadliest Warrior: The Game există un obiectiv intitulat „That was Sparta!” (Aceasta a fost Sparta) atins prin uciderea a 300 de spartani.
300, în special bogăția sa de citate, a fost „adoptat” de echipele sportive ale studenților de la Michigan State University (poreclite Spartanii), lozinca „Spartans, what is your profession?” (Spartani, care este profesia voastră?) devenind un obicei la evenimentele sportive ulterioare lansării filmului, iar antrenorul echipei masculine de baschet, Tom Izzo, s-a costumat precum regele Leonida la unul dintre evenimentele sportive. Fenomenul a cunoscut o amploare deosebită și în România unde echipa de fotbal Dinamo București a preluat anumite aspecte ale filmului, de la porecla de „Spartani” până la strigătul spartan de luptă și chiar aspecte de imagine.